# Złoty spadochron
Złoty spadochron (również złoty parasol) – klauzula w umowie o pracę dla osób na kierowniczych stanowiskach określająca warunki finansowe w przypadku zwolnienia.
Umowy te zazwyczaj przewidują konieczność wypłaty przez spółkę wysokich odpraw dla pozbawionego funkcji członka organu organizacji.